# Pierre Nord Alexis

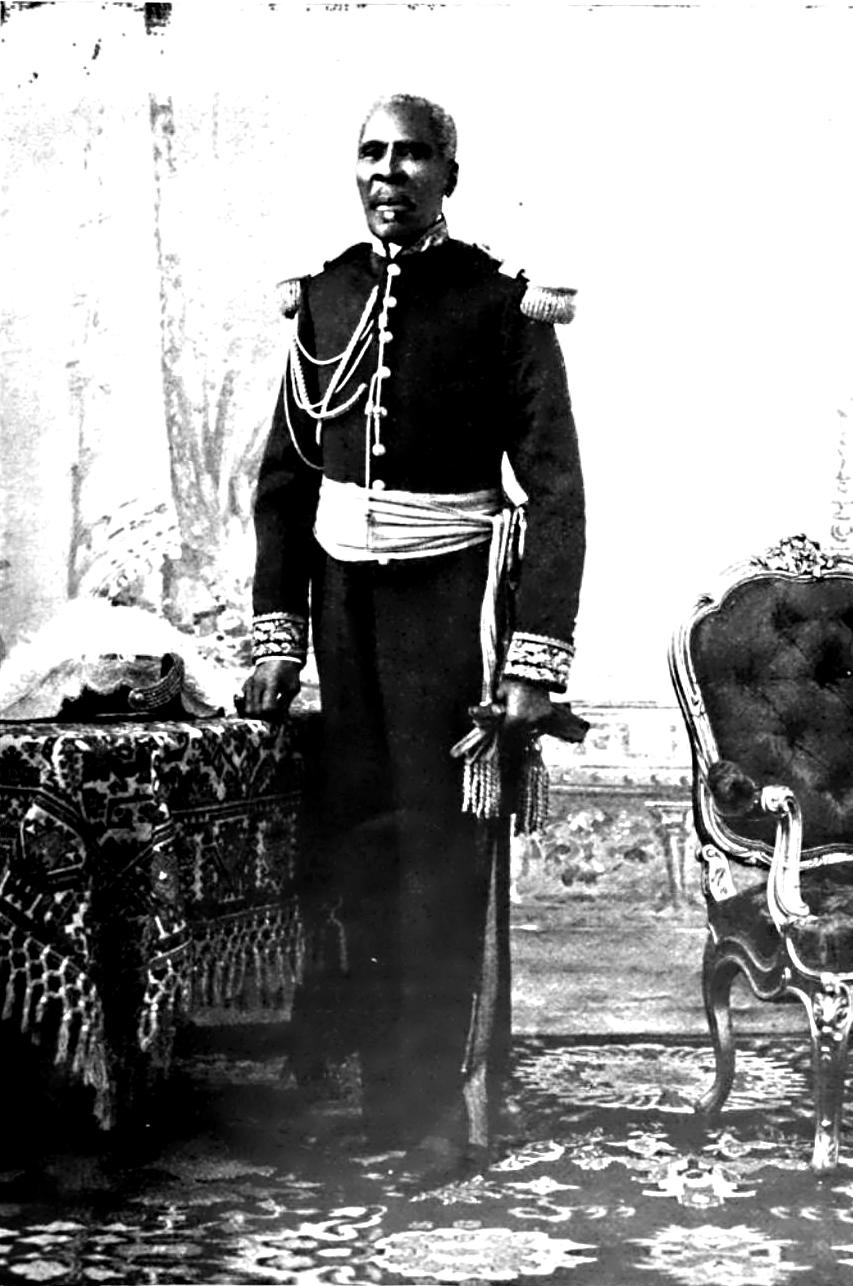
Pierre Nord Alexis

Pierre Nord Alexis, född 1820, död 1 maj 1910, var Haitis president 17 december 1902 till 2 december 1908.